# メンヒル

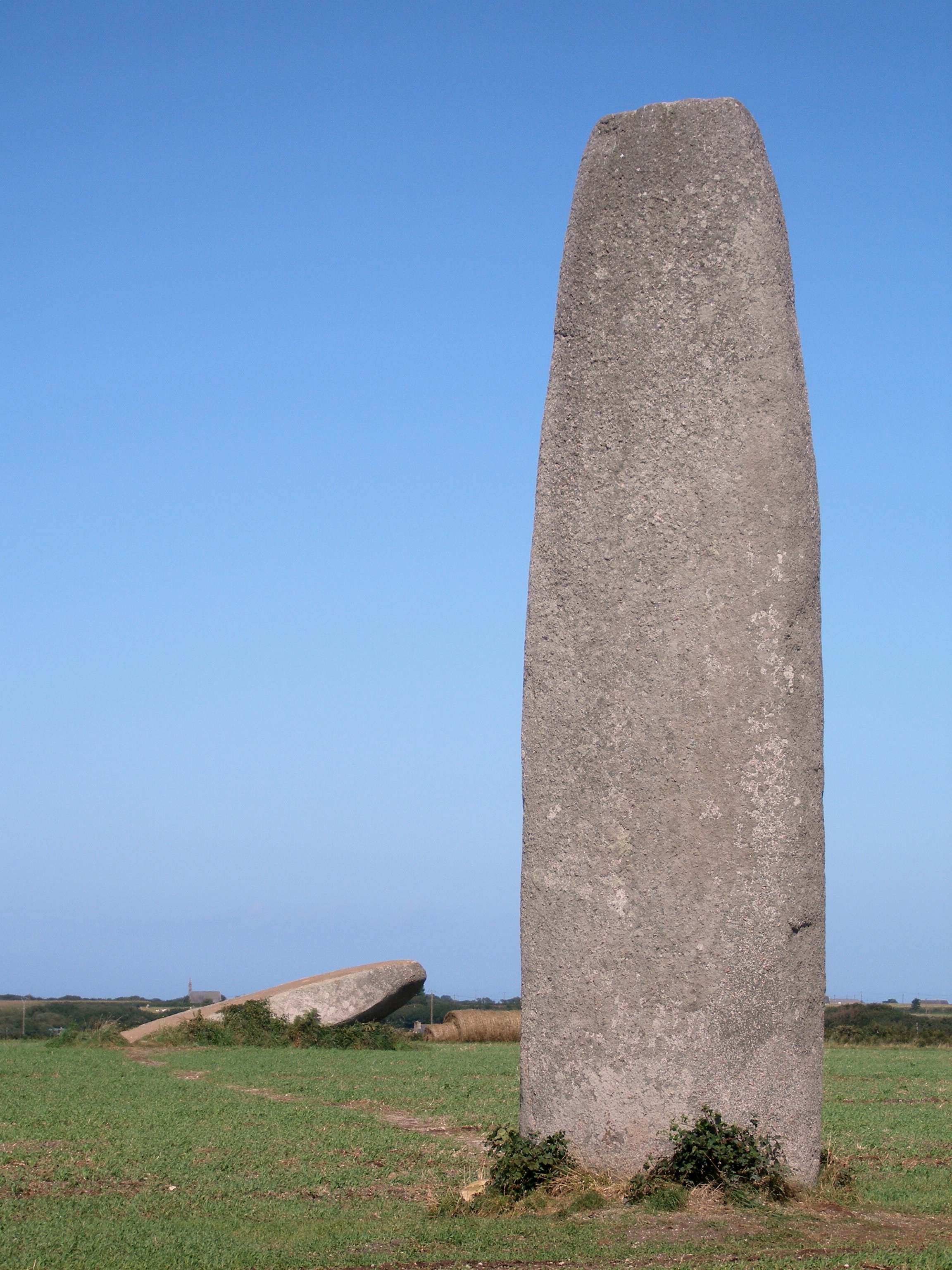
ブルターニュ、2つのKergadiouメンヒル

メンヒル（menhir）は、ヨーロッパ先史時代に立てられた、単一で直立した巨石記念物（モノリスまたはメガリス）。
「メンヒル」という単語は、フランス語経由で19世紀の考古学者に採用されたもので、ブルトン語の「長い石」を意味する単語に基づいている（現代のウェールズ語では「長い石」は「maen hir」）。現代のブルトン語では、「peulvan」と呼ばれる。

## 特徴
現存するもっとも大きなメンヒルは、ブルターニュのロクマリアケール（en:Locmariaquer）にある「Grand Menhir Brisé」（大きな壊れたメンヒル）で、かつて約20メートルの高さがあった。壊れて4つの部分が横たわっているが、約330トンあったと見られており、機械によらずに人間が動かしたもっとも重い物体と考えられる。ほかの地域では、巨石はキリスト教徒によって組織的に倒された。北ドイツでは、かつて多くのメンヒルが立っていたが、今日ではほとんど1つも残っていない。メンヒルの列石も知られており、もっとも有名なのはブルターニュのカルナック列石（en:Carnac stones）で、3000以上のメンヒルが3つのグループに並べられており、数キロメートルにわたって整列している。

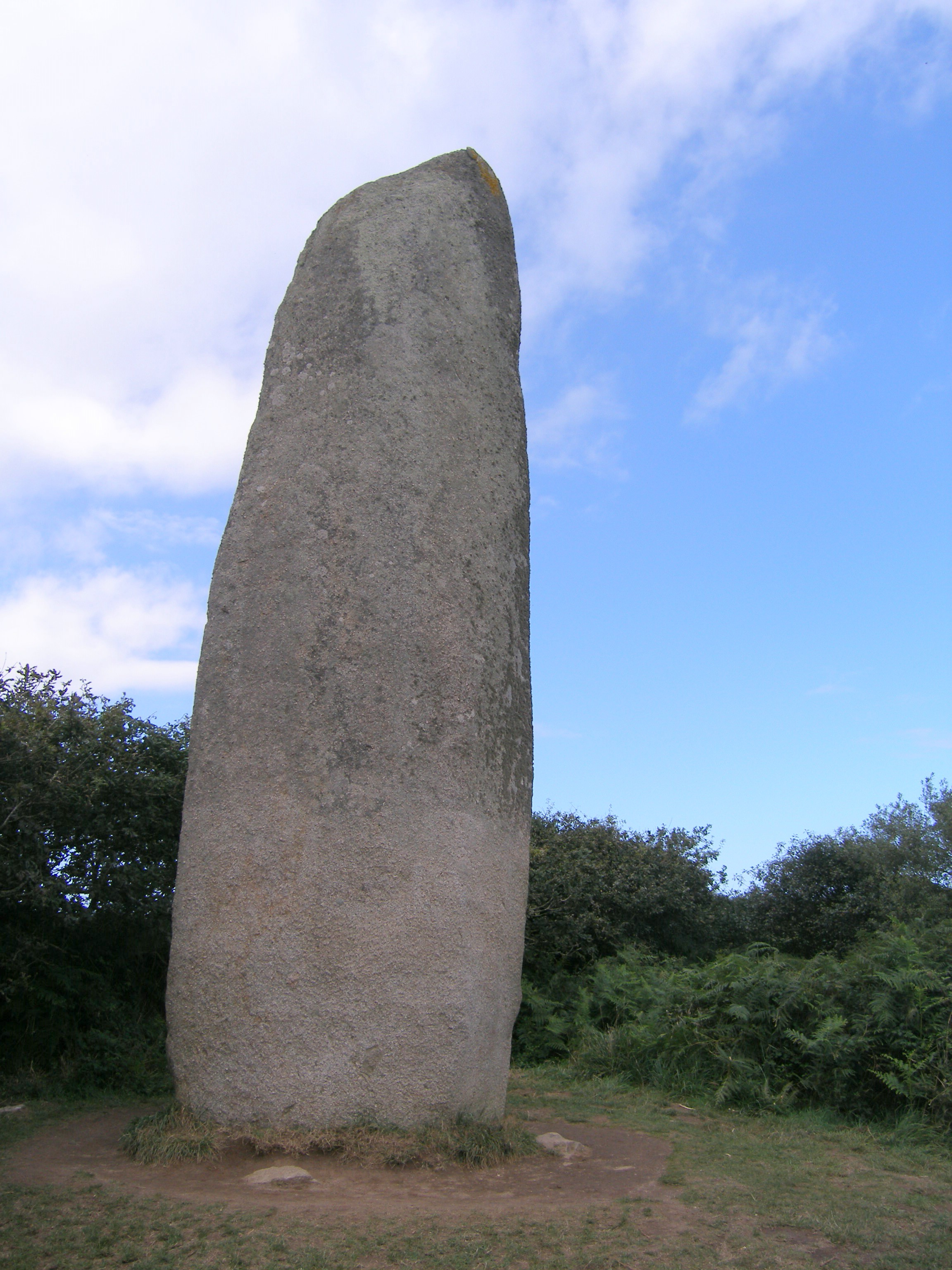
ブルターニュのKerloasメンヒル、9.5メートルで立っているメンヒルとしては最も高い

フランスで2番目にメンヒルが集中しているのは、花崗岩の多いセヴェンヌ（en:Cévennes）にある石灰岩の高原に立つ「Cham des Bondons」である。現在はセヴェンヌ国立公園の中で保護されている。遊牧が確立された時期から、この場所は計画的な焼畑や放牧によって開けた土地にされてきた。一組の球形の丘のように、この場所の自然は女性的な形を思わせる。
メンヒルの形は、頂点に向かって四角く先細りになる傾向がある。一般的には荒く刻まれた形である。垂直方向に溝があるものもあり、カルナックではそうした溝は部分的に平らにされている。

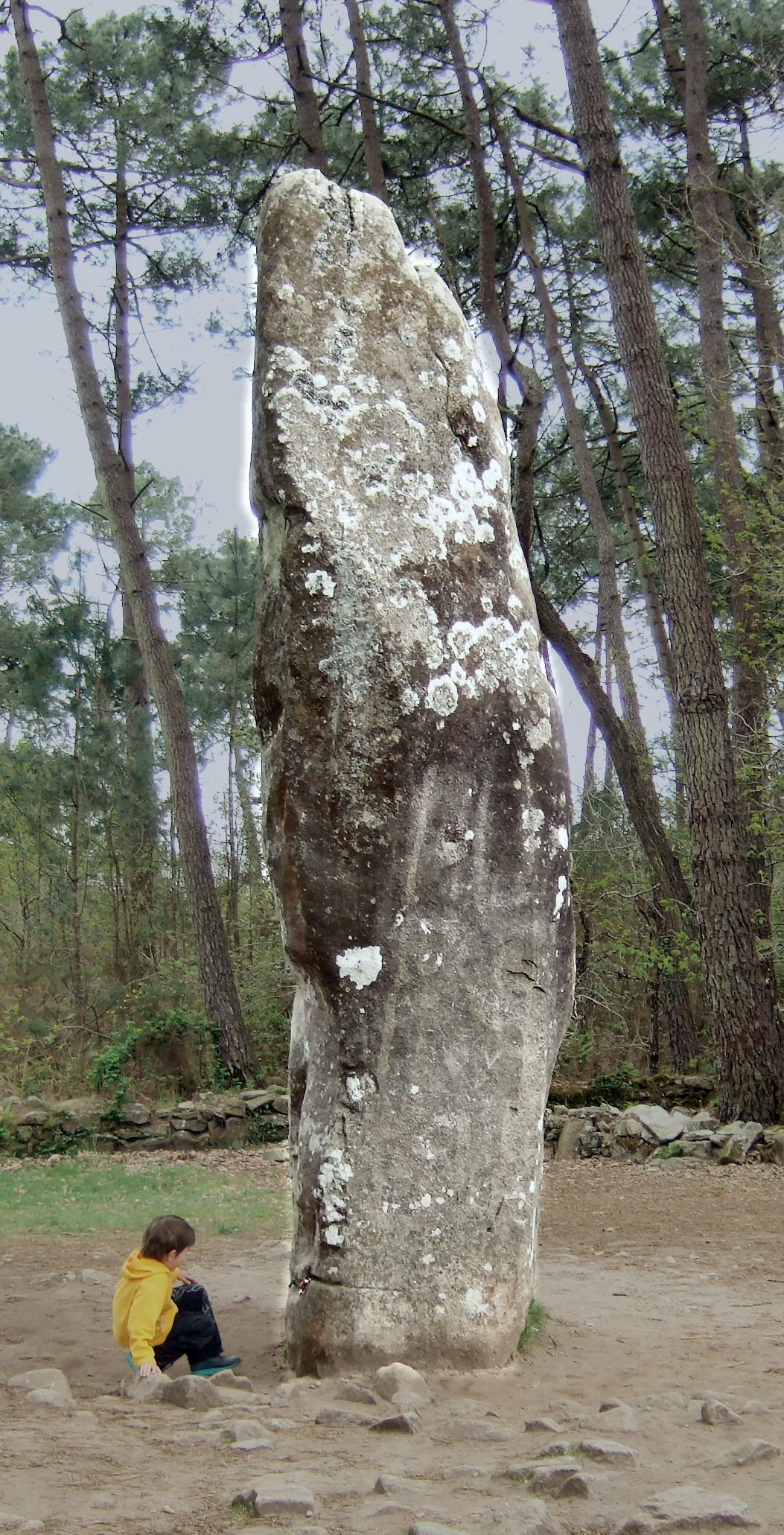
ブルターニュ、カルナックの6.5メートルのメンヒル「Géant du Manio」

スカンディナヴィアでは、メンヒルは先ローマ鉄器時代やその後にも立てられ続けた（en:Menhir (Iron Age)を参照）。通常は死者の灰の上に立てられている。鉄器時代のメンヒルは、孤立して立てられることも、ストーン・シップやストーン・サークルの形で立てられることもある。1世紀には、その伝統はおそらくゴート人によって北ポーランドにもたらされた（en:Wielbark Cultureを参照）。
スノッリ・ストゥルルソンの『ノルウェー諸王列伝』（en:Heimskringla、例：ヴァンランド）によれば、メンヒルは偉人の記念のために立てられた。巨石を立てる伝統は、en:Björketorp Runestoneなどを中間として、ルーンストーンに発展した。
メンヒルがどのような文化的意味のもとに立てられたのかは、実際的には解明されていない。
メンヒルの建立者は近年までメンヒルはビーカー人（en:Beaker culture）（紀元前3000年代後期の後期新石器時代や初期青銅器時代にヨーロッパに定住した人々）と結び付けられていた。しかし、ブルターニュのメガリスの時代に関する近年の調査では、起源はもっと古く、6000年から7000年前に遡る仮説が示されている。ヨーロッパにおけるメンヒルの分布は、ハプログループR1b (Y染色体)の高頻度域と見事に一致しており、このグループに属す人々がメンヒルを建てたものと考えられる。このグループは新石器時代にヨーロッパに農耕をもたらした集団と考えられ、ハプログループR1b (Y染色体)は現在はバスク人に90%以上に見られることから、彼らはバスク語に近い言語（バスコン語）を話していたことが想定される。

## 代表的なメンヒル

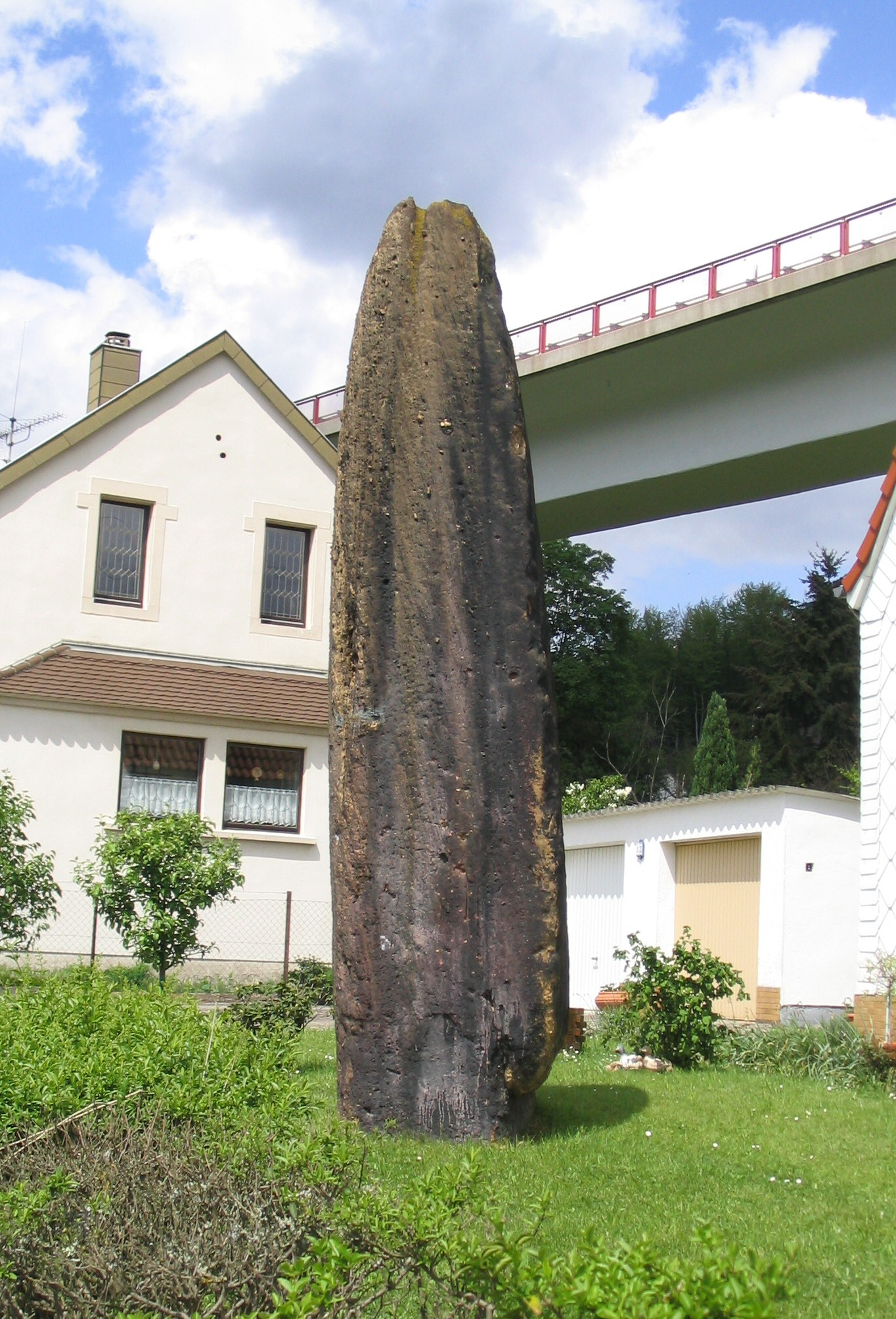
ドイツ、サンクト・インクバートのSpellenstein

### イングランド
- en:Drizzlecombe、ダートムア
- Beardown Man、ダートムア
- Laughter Tor、en:Two Bridgesの近く、ダートムア

### フランス
- カルナック列石（en:Carnac stones）、ブルターニュ
- en:Filitosa、コルシカ島
- en:Saint-Sulpice-de-Faleyrens、ジロンド県  （高さ5メートル、幅3メートル、Pierrefite港の近く）
- Cham des Bondons、ロゼール県

### ドイツ
- Gollenstein、ブリースカステル（高さ6.6メートル）
- Spellenstein、サンクト・インクバート（高さ5メートル）

### ポルトガル
- en:Sagres

### スカンディナヴィア
- en:Björketorp Runestone、ルーン文字の彫られたメンヒル

### 日本
- 鍋山メンヒル　岐阜県恵那市長島町
- 藤のメンヒル（五本の立石）　岐阜県恵那市武並町藤
- 見戸のメンヒル　岐阜県恵那市笠置町姫栗　笠置神社遥拝所跡
- 姫栗のメンヒル（市文化財）　岐阜県恵那市笠置町姫栗中切地区　（旧姫栗小学校）
- 堀田遺跡のメンヒル　岐阜県恵那市笠置町姫栗中切地区　（旧姫栗小学校）
- 鶯谷のメンヒル　岐阜県恵那市笠置町姫栗毛呂窪地内　松王寺跡
- 蛇石のメンヒル　岐阜県恵那市笠置町姫栗毛呂窪地内
- 山上家祖霊社　霊夢岩　岐阜県恵那市岩村町山上
- 立石山メンヒル　愛媛県越智郡上島町生名
- 妙見メンヒル　愛媛県越智郡上島町岩城
- 高山メンヒル　愛媛県大洲市高山甲
- 姫山メンヒル　大分県別府市大字野田
- クルソン峡のメンヒル　宮崎県えびの市大河平　クルソン峡

## その他
メンヒルは、擬似考古学の思索の題材として好まれている。
メンヒルは先史時代の文化とよく結び付けられるので、漫画『アステリックス』で顕著に取り上げられている。
芸術や文学におけるメンヒルについては、パウル・ツェラーンのドイツ語詩「メンヒル」を参照（英訳はJonathan Skolnik, "Kaddish for Spinoza: Memory and Modernity in Heine and Celan" NEW GERMAN CRITIQUE 77 (1999)）。